# Amon AF101
La Amon AF101 è una monoposto di Formula 1, costruita dalla scuderia britannica Chris Amon Racing, per partecipare al campionato mondiale di Formula 1 1974.   
La vettura montava gomme della Firestone ed era dotata di un motore Ford Cosworth DFV.  
La guida fu affidata a Chris Amon, sostituito da Larry Perkins nel Gran Premio di Germania 1974.

## Risultati in Formula 1
| Anno | Team              | Motore | Gomme | Piloti  |  |  |  |     |  |    |  |  |  |  |    |  |    |  |  | Punti | Pos. |
| ---- | ----------------- | ------ | ----- | ------- |  |  |  | --- |  | -- |  |  |  |  | -- |  | -- |  |  | ----- | ---- |
| 1974 | Chris Amon Racing | Ford   | F     | Amon    |  |  |  | Rit |  | NP |  |  |  |  | NQ |  | NQ |  |  | 0     | -    |
| 1974 | Chris Amon Racing | Ford   | F     | Perkins |  |  |  |     |  |    |  |  |  |  | NQ |  |    |  |  | 0     | -    |

| Legenda | 1º posto     | 2º posto | 3º posto    | A punti         | Senza punti/Non class.  | Grassetto – Pole position Corsivo – Giro più veloce |
| Legenda | Squalificato | Ritirato | Non partito | Non qualificato | Solo prove/Terzo pilota | Grassetto – Pole position Corsivo – Giro più veloce |